# ホワイト・ロッジ
ホワイト・ロッジ（White Lodge）は、イギリスのリッチモンド・アポン・テムズ・ロンドン特別区のリッチモンド公園にある第1級イギリス指定建造物で、ジョージアン様式の邸宅である。元々はイギリス王室の所有であったが、現在はロイヤル・バレエ学校のロウアー・スクールが置かれており、プロのバレエダンサーを目指す11歳から16歳の生徒が学ぶ全寮制のボーディングスクールとなっている。

## 初期の歴史

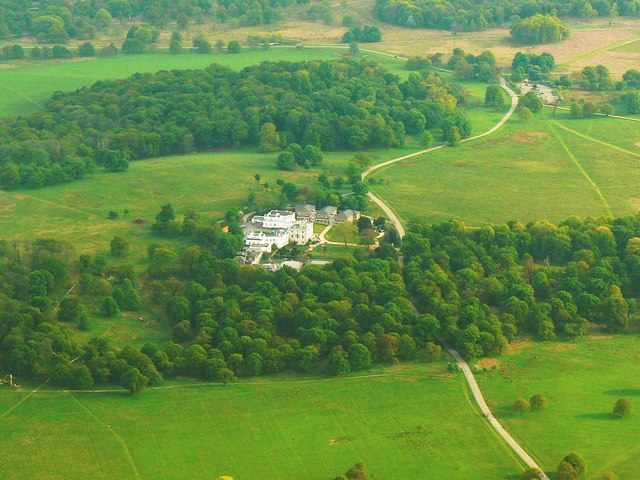
2009年に撮影された空撮

ホワイト・ロッジは、建築家ロジャー・モリスによりジョージ2世の狩猟用別邸として建てられたもので、1727年の即位直後に建設が始められた。1730年に完成し、当初はストーン・ロッジと呼ばれていたが、近くにあったオールド・ロッジ（1841年取り壊し）と区別するために、間もなくニュー・ロッジに改称された。オールド・ロッジ自体は、ジョージ2世により、初代イギリス首相ロバート・ウォルポールのために建てられたもので、ウォルポール自身も狩猟のために頻繁に訪れており、「町よりも、そこ（オールド・ロッジ）の方がより多くの仕事をこなせる」と語っていた。
ジョージ2世妃キャロライン・オブ・アーンズバックもニュー・ロッジを頻繁に訪れていたが、1737年にキャロラインが亡くなると、ニュー・ロッジは友人でもあったウォルポールに譲られた。ウォルポールの没後、1751年にキャロラインの娘アメリアの手に戻された。アメリアはリッチモンド公園の保護官となったが、著名な友人や許可を得た者以外には公園全体を非公開としたため、大衆の怒りを買うことになった。1758年、地元の醸造業者が公園の門番に対して起こした訴訟は、最終的にアメリア側の敗訴に終わり、公園は再び一般公開されるようになった。アメリアは、ロッジにスティーブン・ライトの設計によるウィングを増築させた。
1760年にアメリアが保護官を辞任すると、首相のジョン・ステュアートがその後任となった 。British Magazine誌1761年1月号では、ステュアートが保護官、シドニー・メドウズが副保護官とされている。ニュー・ロッジはステュアートの公的住居であったが、ステュアートはオールド・ロッジの使用権も持っており、オールド・ロッジにはステュアートの親族にあたるメドウズ家が住んでいた。ロイヤル・コレクションには、1780年にジョージ・バレット・シニアが制作した「The Lodge in Richmond Park, the residence of Philip Meadows Esq.」というエッチングが残されている。シドニー・メドウズやオールド・ロッジに住んでいたメドウズはフィリップ・メドウズの子弟であり、シドニーとその弟フィリップは、フィリップの妻とジョン・ステュアートの妻メアリーが従姉妹同士だった縁でステュアートの親族として振舞っていた。
ニュー・ロッジは、ステュアートとメドウズが管理していた時期にホワイト・ロッジと呼ばれるようになったことが、メアリー・コーク夫人の日記から分かっている。1768年7月24日付の日記には、ジョージ3世とシャーロット王妃を一目見ようとリッチモンド公園に行ったとして、「彼らはいつも日曜日にホワイト・ロッジにいる」と書かれている。
ホワイト・ロッジは18世紀末までに一時荒廃したものの修復され、1805年にはジョージ3世が首相ヘンリー・アディントンに下賜した。ジョージ3世は農業と園芸に熱意を傾けたことから農夫ジョージ（Farmer George）と呼ばれたが、自身をリッチモンド公園の保護官に任じ、アディントンを副保護官とした。トラファルガーの海戦の6週間前の1805年9月10日、ホレーショ・ネルソンがホワイト・ロッジに滞在していたアディントンを訪ね、海戦の作戦を説明した、と言われている。

## 19世紀

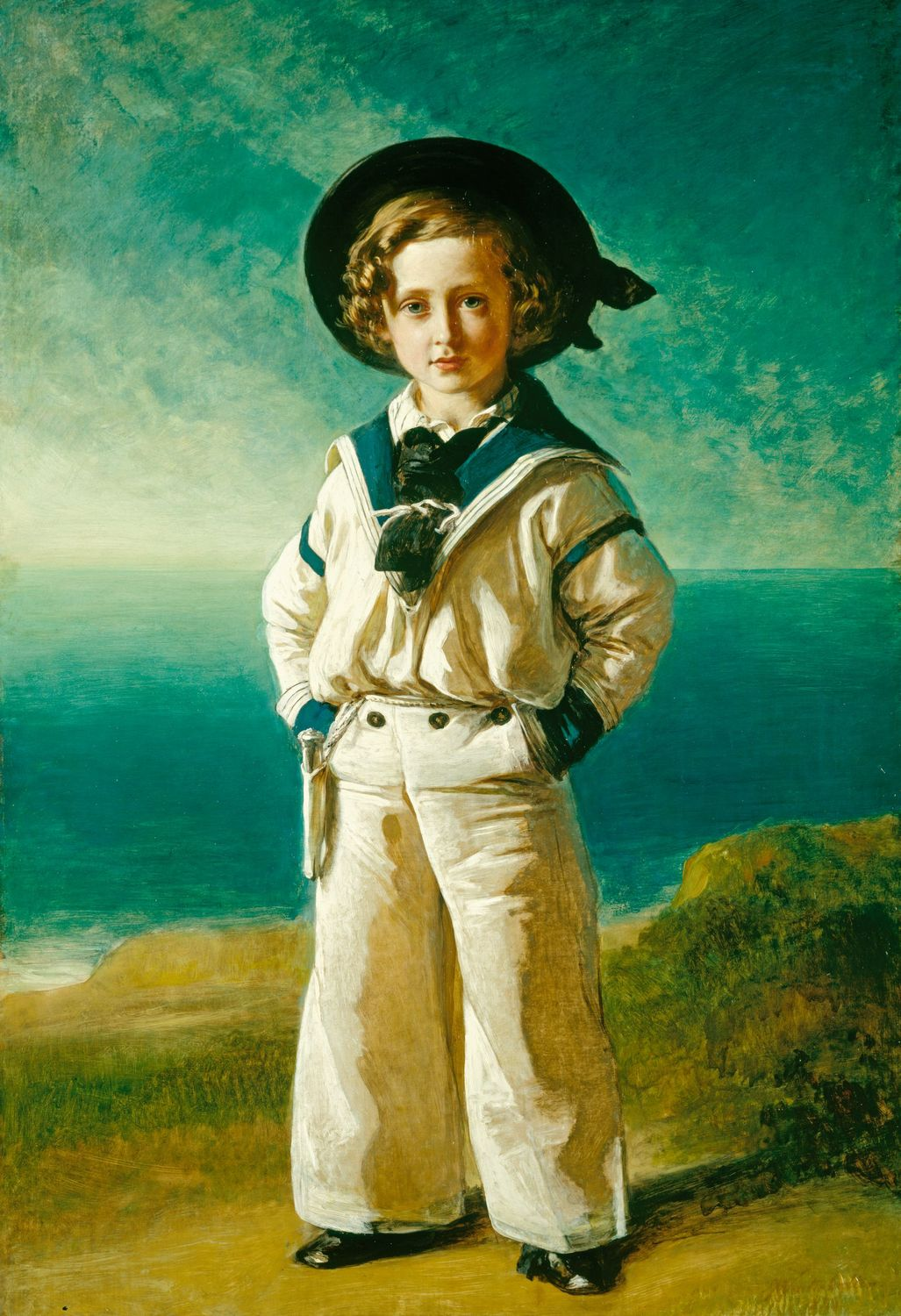
ウェールズ公アルバート・エドワード（後のエドワード7世）の肖像画。ヴィンターハルター画、1846年

1844年にアディントンが亡くなると、ヴィクトリア女王はホワイト・ロッジをジョージ3世の娘で自身の叔母にあたるグロスター＝エディンバラ公爵夫人メアリーに譲った。1857年にメアリーが亡くなると、王配アルバートは、息子アルバート・エドワード（後のエドワード7世）の教育にふさわしい場所としてホワイト・ロッジを選定した。アルバート・エドワード自身は一生懸命勉強するためにも大勢の同輩から刺激を受けることを望んでいたが、アルバートは息子をホワイト・ロッジに隔離し、付けた同輩も5人だけであった。当然ではあるが、アルバート・エドワードにとってホワイト・ロッジで過ごした日々は退屈なものとなった。
1861年にアルバート・エドワードが陸軍近衛歩兵連隊に入隊してアイルランド島に送られると、ヴィクトリア女王は母ケント公爵夫人ヴィクトリアを失った悲しみを癒すために夫アルバートともにホワイト・ロッジに滞在した。しかし、同年12月14日に夫アルバートも腸チフスのために失ったことで酷く落ち込んだヴィクトリア女王は、その後の人生を服喪のうちに過ごすこととなった。

## テック家とエドワード8世の誕生

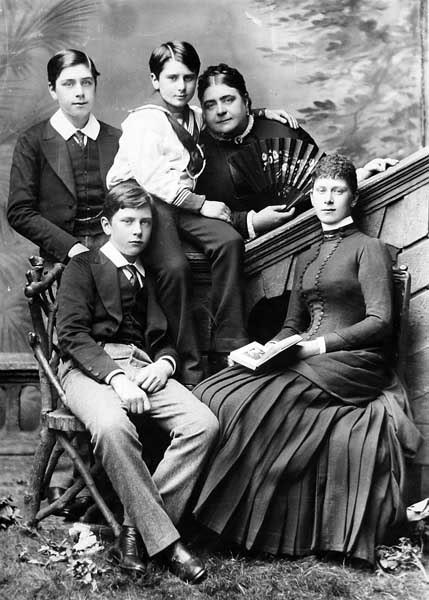
テック公妃とその家族

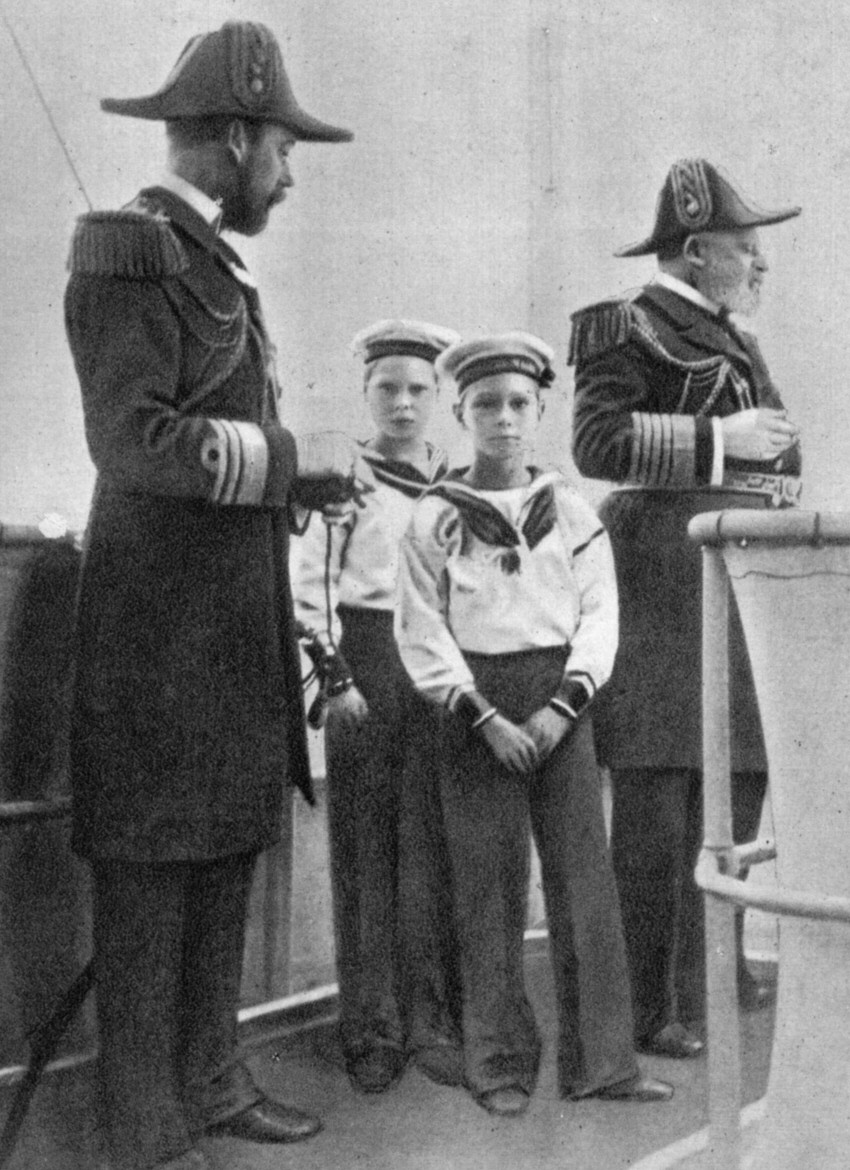
4人の王：エドワード7世（右端）、息子ジョージ（後のジョージ5世、左端）、孫デイヴィッド（後のエドワード8世、中央後ろ）とアルバート（後のジョージ6世（中央前）。1908年頃。

次にホワイト・ロッジに住んだのはテック公フランツとその妻メアリー・アデレード・オブ・ケンブリッジで、1869年に服喪中のヴィクトリア女王からその許可を受けている。メアリー・アデレードはジョージ3世の孫娘であり、ヴィクトリア女王の従姉妹にあたるが、派手好きでひどい浪費家として有名であった。女王に対してより多くの年金を与えるよう要求したが断られたため借金は増える一方となり、1880年代に債権者から逃れるために海外逃亡した。
1891年、ヴィクトリア女王は孫クラレンス公アルバート・ヴィクターの花嫁候補としてメアリー・アデレードの娘ヴィクトリア・メアリーを選んだ。しかし、1892年に結婚を数ヶ月前に控えたアルバート・ヴィクターが急死したことから、ヴィクトリア・メアリーは1893年にアルバート・ヴィクターの弟であるジョージ（後のジョージ5世）と結婚した。ヴィクトリア・メアリーは1894年に第1子（後のエドワード8世）を儲け、ヴィクトリア女王は曽孫に会うためホワイト・ロッジを訪れている。1894年7月16日にはホワイト・ロッジの緑の間でカンタベリー大主教エドワード・ホワイト・ベンソンに洗礼を受け、エドワード・アルバート・クリスチャン・ジョージ・アンドルー・パトリック・デイヴィッドと名付けられた。
その3年後にメアリー・アデレード、1900年にはテック公が亡くなった。

## 20世紀
1901年にヴィクトリア女王が亡くなった後、ホワイト・ロッジにはロンドンの社交界の有名人で裕福な未亡人エリザ・エマ・ハートマンが住んだが、1909年には破産を宣告された。ホワイト・ロッジは、1923年のヨーク公アルバート（後のジョージ6世）の新婚旅行の際に王室の手に戻った。このとき、かつて母メアリー・アデレードとともにホワイト・ロッジに住んでいた時期があったジョージ5世妃ヴィクトリア・メアリーは、ロッジに家を建てると言い出している。1924年、ヨーク公の友人であったユーゴスラビア王子パヴレの妃オルガは、ホワイト・ロッジ滞在中に息子アレクサンダルを出産した。ヨーク公夫妻は1925年の終わりまでホワイト・ロッジに住んだが、その後はクラウン・エステートにより個人に貸し出されるようになった。
以降、1927年から居住した初代フェアハムのリー子爵アーサー・リーなど、さまざまな人物が入居した。最後に入居したのはジェームズ・ヴィーチ大佐で、1954年まで住んでいた。

## ロイヤル・バレエ学校
1955年、サドラーズ・ウェルズ・バレエ学校にホワイト・ロッジを恒久的に校舎として利用することが許された。同校は後に勅許によりロイヤルの名を冠することが許されて、1956年にロイヤル・バレエ学校に改称され、現在では世界有数のバレエ学校として広く認められている。
校舎として利用するため再開発が行われ、その一環としてバレエ博物館を拡大・移転してホワイト・ロッジの歴史に関連するギャラリーとコレクションが追加された。博物館は2009年に一般公開されたが、2015年に閉鎖された。

## 関連書籍
- McDowall, David. Richmond Park: The Walker's Historical Guide. 2nd revised edition, 2006. 192pp.  ISBN 978-0952784746
- Jackson, Joanna. A Year in the Life of Richmond Park. Frances Lincoln Publishers. 2003. 112pp. ISBN 978-0711222182
- Fletcher Jones, Pamela. Richmond Park: Portrait of a Royal Playground. Bentalls. 3rd revised edition, 1996. 48pp. ISBN 978-0952653752
- Richmond Libraries Local Studies Collection: Local history notes: White Lodge, Richmond Park, London Borough of Richmond upon Thames